# Listă de filme sovietice din 1963
- Filme sovietice din: 1962 — 1963 — 1964

Aceasta este o listă de filme produse în Uniunea Sovietică în 1963.
| Titlu               | Titlu original                                        | Regizor                                  | Distribuție                          | Gen                 | Note                                                |
| ------------------- | ----------------------------------------------------- | ---------------------------------------- | ------------------------------------ | ------------------- | --------------------------------------------------- |
| 1963                |                                                       |                                          |                                      |                     |                                                     |
| Pășind prin Moscova | Я шагаю по Москве Ia șagaiu po Moskve                 | Georgi Danelia                           | Aleksei Loktev Nikita Mihalkov       | comedie             |                                                     |
| Kain XVIII          | Каин XVIII                                            | Nadezhda Kosheverova and Mikhail Shapiro |                                      | Fairy tale, comedie |                                                     |
| Tragedia optimistă  | Оптимистическая трагедия, Optimisticheskaya tragediya | Samson Samsonov                          | Margarita Volodina Viaceslav Tihonov | dramă               |                                                     |
| Meet Baluyev!       | Знакомьтесь, Балуев!                                  | Victor Komissarjevski                    |                                      | dramă               | Prezentat la 3rd Moscow International Film Festival |

## Legături externe
- Filme sovietice din 1963 la Internet Movie Database